# PC6 Drei Länder-Radweg
De PC6 Drei Länder-Radweg (PC6 des Trois Cantons) is een langeafstandsfietsroute in het Luxemburgse nationale fietsroutenetwerk. De route start in Schengen aan de Moezel en voert door Frankrijk en Luxemburg om te eindigen op de grens met België. Het traject is bewegwijzerd in twee richtingen. 

## Traject
In Schengen sluit de route aan op de EuroVelo EV5 Via Romea Francigena, de Moselradweg en de PC3 Drei Rivieren-Radweg. In Ellange kan weer worden aangesloten op de EV5, maar ook op de PC7 Jangelifietsroute en de PC11 Charly Gaul. Na Mondorf-les-Bains kruist de route de grens met Frankrijk voor een eerste keer. Na Aspelt voor een tweede keer. Daarna komt de route even in het dal van de Alzette.
In Bettembourg skuit de route aan op de PC8 Rote Erde-Radweg welke samen meeloopt tot Schifflange. In Sanem waar de PC8 eindigt kan deze ook worden opgepakt. Ook sluit de route in Bettembourg aan op de PC10 François Faber.
In eindpunt Pétange kan worden aangesloten op de PC12 Attertfietsroute. Ook kan worden doorgefietst naar België en worden aangesloten op het fietsroutenetwerk in Athus.

## Aansluitingen met Europese routes
- In Schengen kan worden aangesloten op de EuroVelo EV5 Via Romea Francigena.
- In Ellange kan worden aangesloten op de EuroVelo EV5 Via Romea Francigena.

## Aansluitingen met andere routes
- In Schengen kan worden aangesloten op de Moselradweg en de PC3 Drei Rivieren-Radweg.
- In Ellange kan worden aangesloten op de PC7 Jangelifietsroute en de PC11 Charly Gaul.
- Tussen Bettembourg en Schifflange loopt de PC8 Rote Erde-Radweg samen met de route mee.
- In Bettembourg kan worden aangesloten op de PC10 François Faber.
- In Sanem kan worden aangesloten op de PC8 Rote Erde-Radweg.
- In Pétange kan worden aangesloten op de PC12 Attertfietsroute.

## Aansluitingen met regionale routes
- Door in Pétange de grens over te steken naar Athus in België kan gebruik worden gemaakt van het fietsroutenetwerk ter plaatse.